# Ташбунар
Ташбуна́р — річка в Україні, в межах Болградського та Ізмаїльського районів Одеської області. Впадає до озера Катлабуг, відноситься до басейну Дунаю. Довжина річки 40 км. Площа водозбірного басейну  — 281 км.

## Опис

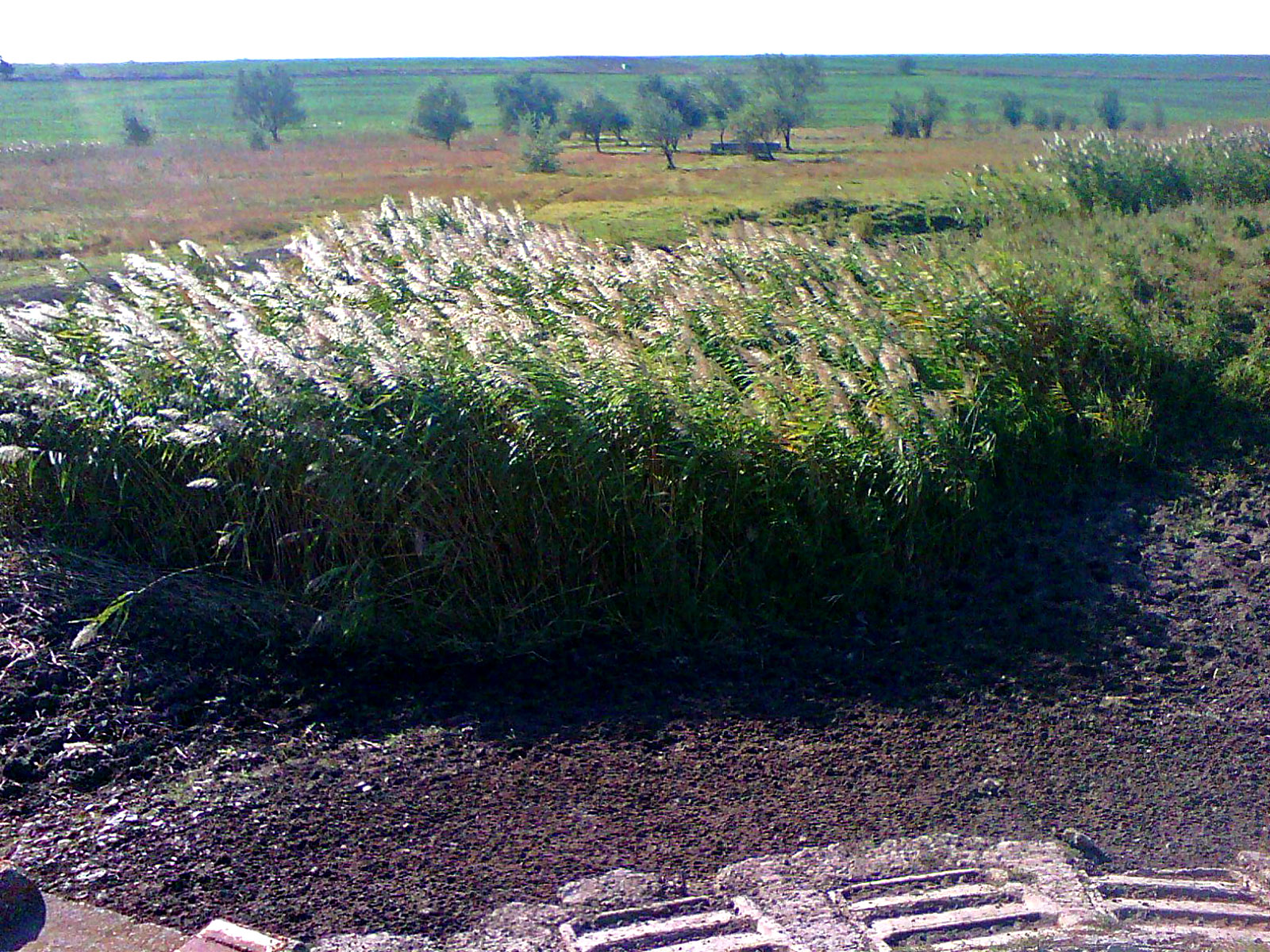
Пересохле русло річки

Річка завдовжки 40 км, площа водозбірного басейну 281 км². Похил річки 2,2 м/км. Долина трапецієподібна, з пологими схилами, завширшки 1,5 км, завглибшки 30—40 м. Заплава завширшки 300—400 м. Річище звивисте, на відрізку 20 км розчищене та випрямлене. Існують ставки, водосховища. Використовується переважно для зрошування. Влітку річка зазвичай пересихає.

## Розташування
Ташбунар бере початок на північ від села Калчева. Протікає переважно на південний схід (частково на південь). Впадає до озера Катлабуг (до Ташбунарської затоки) на захід від села Утконосівка.